# Pera dij Cros
La Pera dij Cros è un grosso masso isolato di gneiss-micascisto, (delle dimensioni di 12,2 x 10 m) a quota 1620 m, adagiato su un versante della valle del rio Dordogna, sopra l'abitato di Tallorno, nell'alta Valchiusella.

## Descrizione
La Pera dij Cros (= Pietra delle croci) è così chiamata dai valligiani a causa delle numerose incisioni: sono presenti 136 figure, comprendenti tre coppelle, 12 figure cruciformi, 57 figure antropomorfe sessuate (maschili e femminili) preistoriche oltre a 35 segni non classificabili.
Fra tutti i petroglifi presenti, l'abbondanza di figure antropomorfe schematiche presenti è notevole anche se talora le incisioni non sono nitidissime e si apprezzano particolarmente quando sono osservate in luce radente.
Secondo alcuni studiosi vi sono state tre fasi nella realizzazione dei graffiti:
1. un insieme originario di figure antropomorfe, preistoriche
2. la successiva 'cristianizzazione' consistente nell'aggiunta di croci
3. la trasformazione delle semplici croci in croci più complesse, dove le 'gambe' in realtà raffigurano il Golgota.

Le ultime due fasi si collocherebbero in tempi relativamente recenti (tra il X e il XIV secolo).
Secondo le interpretazioni più aggiornate appare maggioritaria la presenza di figure antropomorfe, per le quali l'insieme dei confronti stilistici porta a rendere tanto probabile una chiara attribuzione preistorica, articolata nella possibile alternativa tra età del Rame e un arco cronologico Bronzo Recente–prima età del Ferro, quanto improbabile una pertinenza ad epoche successive. Nello stesso tempo la presenza di croci è pienamente compatibile con una fase storica di cristianizzazione del masso.
Stando alla leggenda, in questa zona i Salassi inseguiti dai Romani si arroccarono a difesa e vi sono tante croci quanti furono i Salassi caduti e sepolti nei pressi.

## Accesso
Il sito è facilmente raggiungibile salendo per il sentiero n.13 (detto anche 'Sentiero dei Mufloni'), ben segnato, che inizia a sinistra di fronte ad una fontana, immediatamente dopo la prima frazione di Tallorno che si incontra salendo dal paese di Fondo.

Il sentiero sale abbastanza ripido nel bosco fino ad una baita, quindi prosegue in costa e dopo circa 10' si giunge al masso, segnalato da un cartello.

## Galleria d'immagini

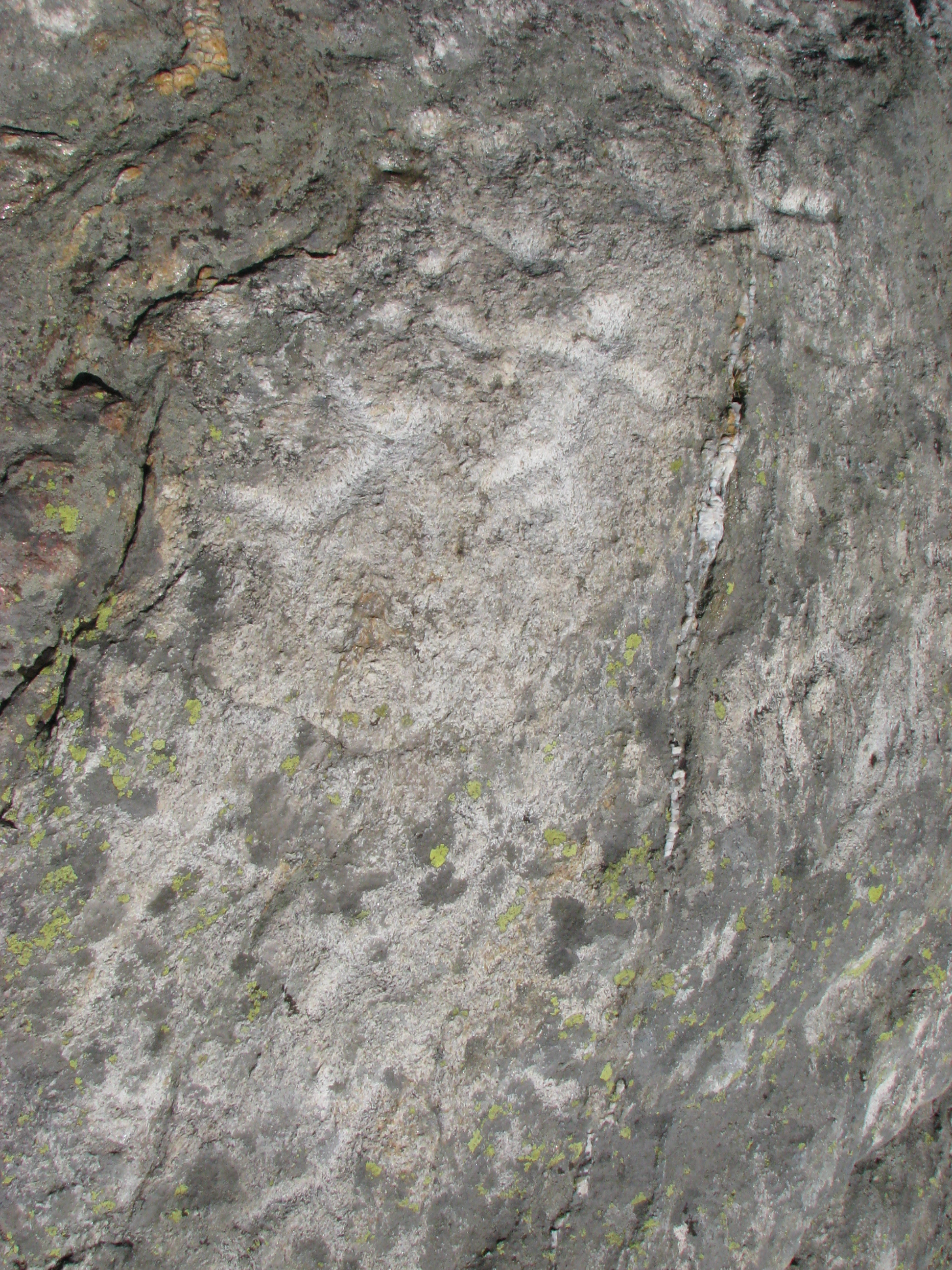
Graffiti antropomorfi
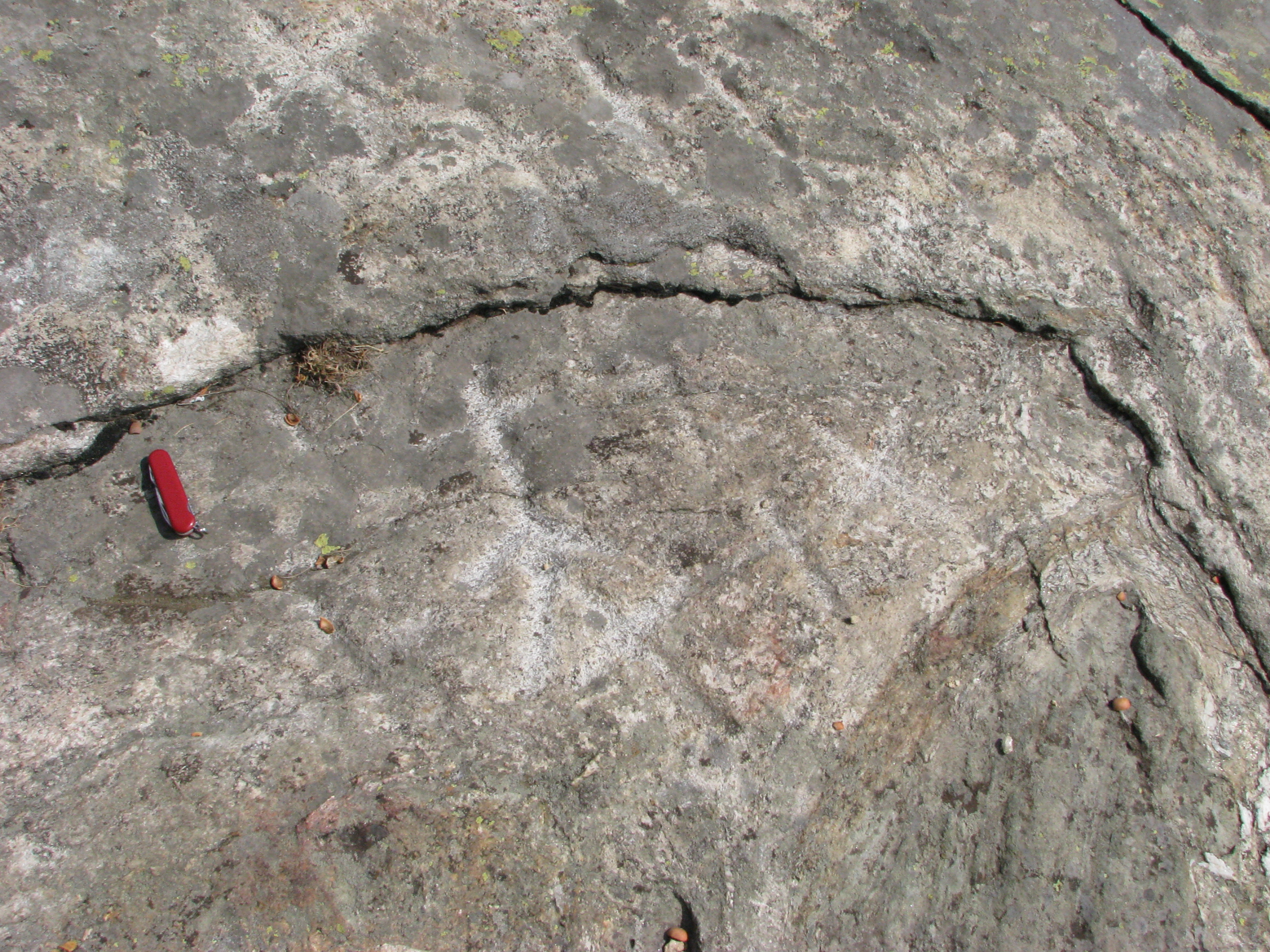
Graffiti antropomorfi e croci
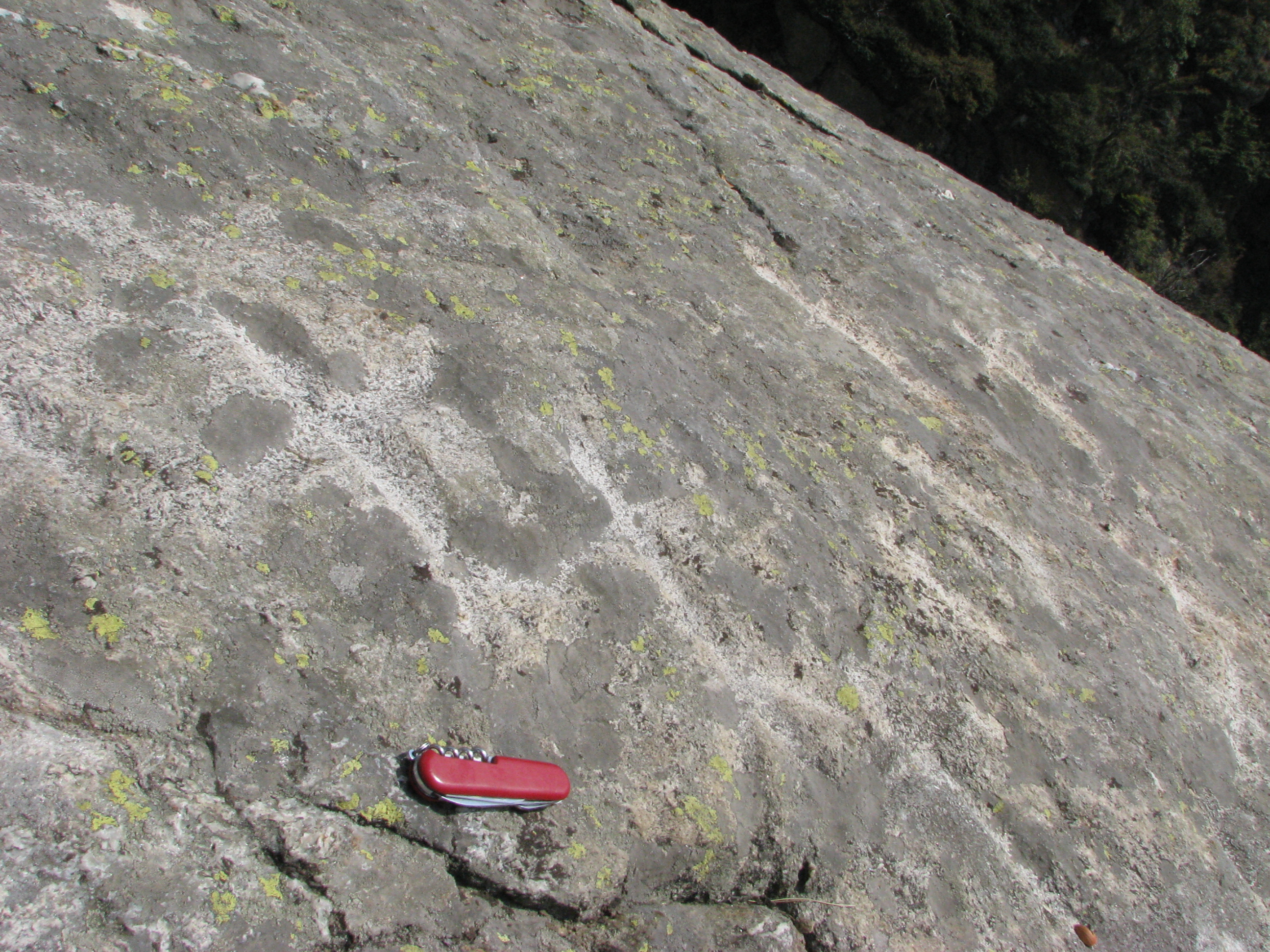
Graffiti antropomorfi e croci
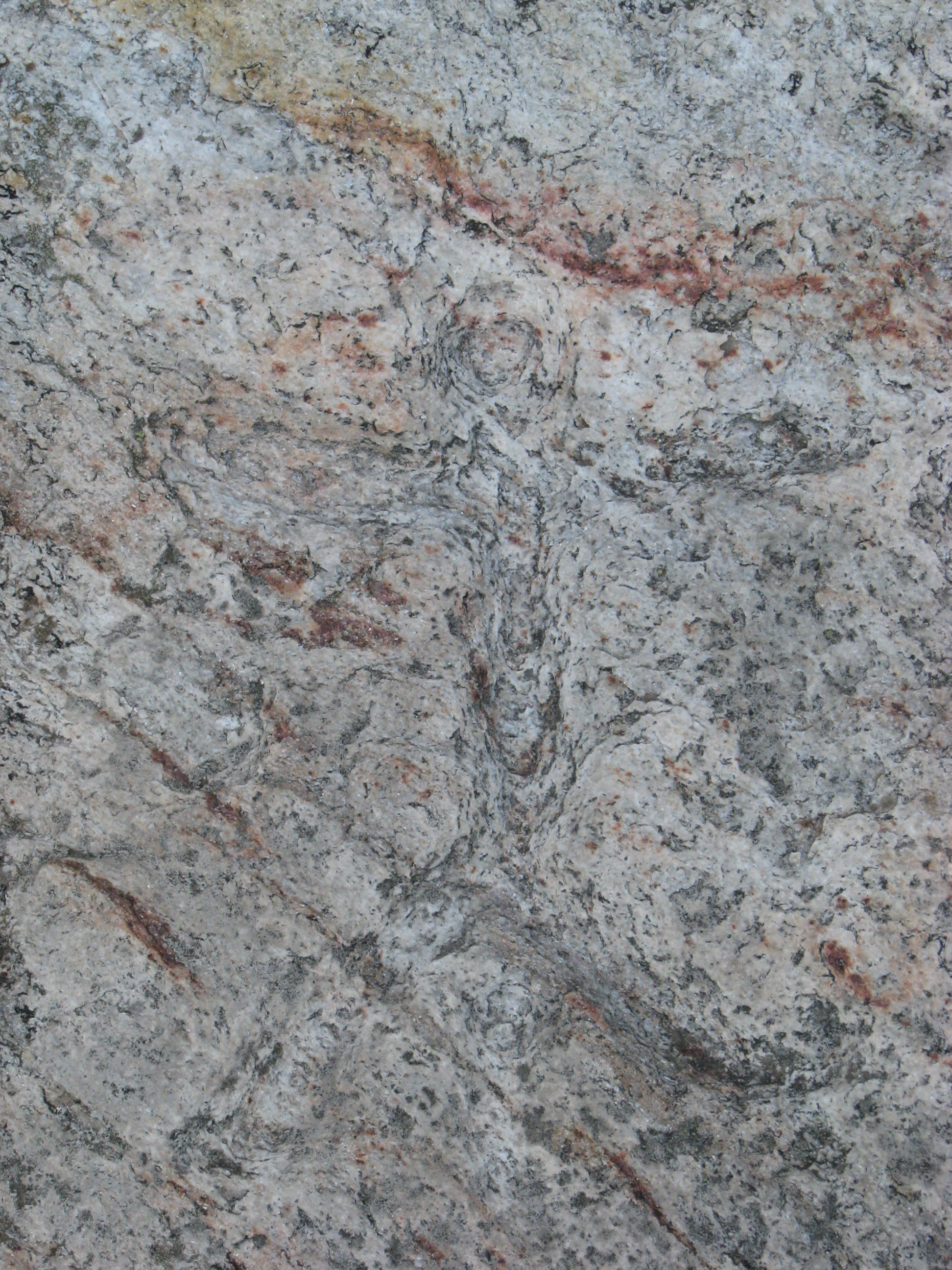
Graffito antropomorfo
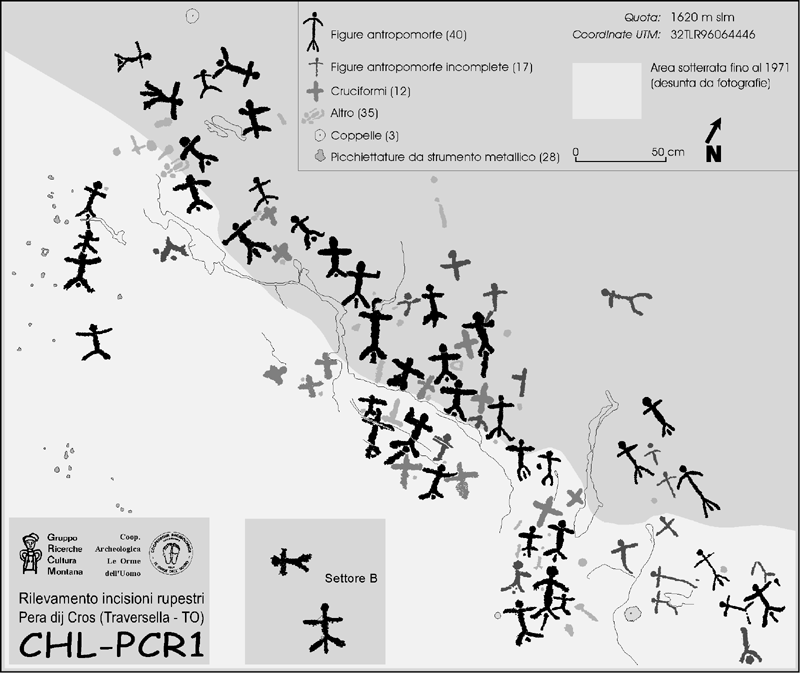
rilievo integrale delle figure incise